# 하비에르 로페스 가르시아
프란시스코 하비에르 로페스 가르시아(스페인어: Francisco Javier López García, 1950년 10월 14일, 칸타브리아 주 라레도 ~)는 스페인의 전직 축구 선수로, 현역 시절 미드필더로 활약했다.

## 축구 경력
현역 시절, 로페스는 힘나스티카 토렐라베가와 라싱 산탄데르를 거쳐 베티스에 입단했다. 그는 베티스 소속으로 9년 동안 라 리가에서 활약하며 총 266경기에 출전해 25번 골망을 흔들었다.
1976-77 시즌, 로페스는 34번의 경기에 출전해 2번 득점하여 리그 5위에 일조했고, 안달루시아 연고구단이 2-2로 정규시간에 비긴 아틀레틱 빌바오와의 코파 델 레이 결승전에서 승부차기 주자로 나서 성공시켜 구단 사상 첫 대회 우승에 일조했다. 얼마 지나지 않아 1977년 9월 21일에, 그는 처음이자 마지막으로 스페인 국가대표팀 경기에 출전했는데, 그는 2-1로 이긴 스위스와의 원정 친선경기에서 막판 6분을 출전했지만, 시즌 말에 소속 구단이 강등당하는 굴욕을 맛보기도 했다.
1985년 6월, 로페스는 세군다 디비시온의 마요르카와 그라나다에서 1년씩 보내고 거의 34세가 되어서 축구화를 벗었다.